# Ян ван дер Бей
Ян ван дер Бей (25 вересня 1991 , Драхтен, Фрисландія ) — нідерландський веслувальник, срібний призер Олімпійських ігор 2024 року, призер чемпіонатів світу та Європи, чемпіон Європи.

## Виступи на Олімпіадах
| Олімпіада  | Дисципліна | Місце |
| ---------- | ---------- | ----- |
| Токіо 2020 | четвірки   | 6     |
| Париж 2024 | вісімки    | 2     |

## Зовнішні посилання
- Ян ван дер Бей на сайті World Rowing (англійська)
- Ян ван дер Бей на сайті Olympics.com (англійська)
- Ян ван дер Бей на сайті Olympedia (англійська)